# Dichtermut
Dichtermut ist eine Ode von Friedrich Hölderlin. Das im asklepiadeischen Vermaß in sieben Strophen zu jeweils vier Versen verfasste Gedicht ist handschriftlich in zwei Fassungen überliefert, die vermutlich beide um 1800 entstanden sind. Eine weitere, durch stärkere Überarbeitung entstandene Fassung wurde 1805 unter dem Titel Blödigkeit veröffentlicht.
Dichtermut thematisiert die Rolle des Dichters unter Verwendung von Elementen der stoischen Philosophie, mit der sich Hölderlin insbesondere durch die Lektüre von Mark Aurels Selbstbetrachtungen beschäftigt hatte. Der Dichter wird geschildert sowohl als Teil des lebendigen, laut stoischer Lehre durch Sympathie geordneten Kosmos, mit dem er harmonisch verbunden ist, als auch als Teil des Volkes. Er kann sich sorglos, vertrauend und mutig in der Welt bewegen, seine Grundstimmung und damit auch das Kernmotiv des Gedichts ist die Freude im Sinne der antiken Euthymie. Selbst im Tod, den Hölderin in Strophe 5 und 6 mit Bezugnahme auf den Orpheus-Mythos aus Ovids Metamorphosen beschreibt, ist der Dichter „freudig“.